# Спорт в Судане
Наиболее популярными видами спорта в Судане являются лёгкая атлетика и футбол. Помимо них, также развиты гандбол, баскетбол и волейбол.
Распространена игра шашечного типа болотуду (на прямоугольной доске 5×6, у каждого из партнёров по 12 фишек).

## Футбол в Судане
Футбол является одним из самых популярных видов спорта в Судане. В 1956 году в Судане состоялся первый Кубок африканских наций по футболу; в 1970 году сборная Судана выиграла этот кубок. В 1972 году сборная Судана по футболу принимала участие в Олимпийских играх в Мюнхене.